# 윤리적 법규
윤리적 법규(倫理的法規)는 법규 가운데서 그 내용이 직접적으로 윤리적 의무에 관련되는 것이다. 인륜(人倫)관계의 위배를 금지하는 형법, 부부·가족 간의 인륜에 관한 친족법에는 이러한 종류의 법규가 많다. 윤리적 법규는 인륜을 내용으로 하고 있기 때문에 특히 법률을 모른다 하더라도 일반 사람들이 준수를 의식하고 있다는 데 특색이 있다. 인륜에 기하여 사람들이 자연히 알 수 있으므로 형사범은 자연범이라고도 불린다. 더욱이 윤리적 법규는 그 성질상 대개 강제법규이다.